# Eddy Bosnar
Eddy Bosnar, właśc. Edward Bosnar (ur. 29 kwietnia 1980 w Sydney) – australijski piłkarz pochodzenia chorwackiego występujący na pozycji obrońcy.

## Kariera
Bosnar karierę rozpoczynał w 1997 roku w Australii, gdzie grał w zespołach National Soccer League – Newcastle Breakers, Northern Spirit FC oraz Sydney United. W 2000 roku przeszedł do chorwackiego Dinama Zagrzeb, z którym w sezonie 2000/2001 zdobył Puchar Chorwacji.
W 2001 roku odszedł do austriackiego Sturmu Graz. W Bundeslidze zadebiutował 11 sierpnia 2001 w wygranym 2:1 meczu z Admirą Wacker Mödling. W sezonie 2001/2002 wywalczył z klubem wicemistrzostwo Austrii. Dotarł z nim także do finału Pucharu Austrii, ale Sturm uległ tam 2:3 Grazerowi AK. Zawodnikiem Sturmu był do połowy 2004 roku.
Następnie podpisał kontrakt z angielskim Evertonem. Jego zawodnikiem był w sezonie 2004/2005, jednak nie rozegrał tam żadnego spotkania. W 2005 roku odszedł do Dinama Zagrzeb, gdzie grał już w latach 2000–2001. Na początku 2006 roku przeniósł się do innego pierwszoligowego zespołu – NK Rijeki. Tam grał do końca sezonu 2005/2006.
W 2006 roku przeszedł do holenderskiego Heraclesa Almelo. W Eredivisie pierwszy mecz rozegrał 20 sierpnia 2006 przeciwko FC Twente (3:0), zaś 16 grudnia 2007 w przegranym 1:3 spotkaniu z FC Utrecht zdobył pierwszą bramkę w Eredivisie. W lutym 2008 roku Bosnar został graczem japońskiego JEF United Ichihara. W J1 League zadebiutował 8 marca 2008 w zremisowanym 0:0 meczu z Gambą Osaka.
W 2010 zmienił klub na Shimizu S-Pulse. Następnie występował w południowokoreańskim Suwon Samsung Bluewings, chińskim Guangzhou R&F FC, a także w australijskich drużynach Central Coast Mariners FC i Sydney United 58 FC. W 2016 roku zakończył karierę.

## Statystyki
| Rozgrywki              | Kraj             | Mecze | Bramki |
| ---------------------- | ---------------- | ----- | ------ |
| J1 League              | Japonia          | 109   | 11     |
| Bundesliga             | Austria          | 53    | 1      |
| K League 1             | Korea Południowa | 46    | 2      |
| National Soccer League | Australia        | 46    | 2      |
| A-League               | Australia        | 30    | 4      |
| Eredivisie             | Holandia         | 42    | 1      |
| Prva HNL               | Chorwacja        | 35    | 0      |
| Chinese Super League   | Chiny            | 13    | 1      |